# Claude Louis Marie Henri Navier
Claude Louis Marie Henri Navier (Dijon, 10 de fevereiro de 1785 — Paris, 21 de agosto de 1836) foi um engenheiro, matemático e físico francês.
As equações de Navier-Stokes têm o seu nome e o de George Gabriel Stokes.

## Biografia
Após a morte de seu pai em 1793, a educação de Navier ficou sob a responsabilidade de seu tio Emiland Gauthey, um engenheiro militar.  Em 1802, Navier entrou para a École Polytechnique e em 1804 continuou seus estudos na Escola Nacional de Pontes e Caminhos (École Nationale des Ponts et Chaussées), onde se formou em 1806.
Dirigiu a construção de pontes em Choisy, Asnières e Argenteuil, no departamento do Sena, e construiu uma ponte para pedestres na Île de la Cité, em Paris.
Em 1824, Navier foi admitido na Academia de Ciências Francesa. Em 1830, foi nomeado professor na Escola Nacional de Pontes e Caminhos e no ano seguinte sucedeu a Augustin Louis Cauchy, exilado, como professor de cálculo e mecânica na Escola Politécnica.

## Contribuições
Navier formulou a teoria da elasticidade geral, em uma forma matematicamente utilizável (1821), tornando-a disponível para a área de construção civil pela primeira vez, com precisão suficiente. Em 1819 conseguiu determinar a linha zero da tensão mecânica, finalmente corrigindo os resultados errados de Galileo Galilei. Embora Leonardo da Vinci, no fim do século XV, soubesse exatamente como um viga funciona, o grande físico Galileu Galilei, geralmente conhecido como o pai da física moderna, possuía uma conhecimento equivocado de vigas. Isto só foi redescoberto no começo do século XIX pelo físico francês Navier. Em 1826 estabeleceu o módulo de elasticidade como sendo uma propriedade dos materiais, independente do segundo momento de área. Navier é por isso frequentemente considerado como o pai da análise estrutural.
Sua maior contribuição, entretanto, foram as Equações de Navier-Stokes (1822), fundamentais para a mecânica dos fluidos.

## Obras
- (em francês) com Joseph Liouville: Résumé des leçons d'analyse données à l'école polytechnique t.1 (1840)
- (em francês) com Joseph Liouville:  Résumé des leçons d'analyse données à l'école polytechnique t.2 (1840)
- (em francês) Résumé des leçons de mécanique données à l'École polytechnique (1841)
- (em francês) Résumé des leçons données à l'École des ponts et chaussées  (1833-1838) (Resistência mecânica, dinâmica dos fluidos, máquinas)